# ریک‌رول کردن

فریم ثابتی از موزیک ویدیو آهنگ «هرگز دست از تو برنخواهم داشت» اثر ریک استلی در یوتیوب که در سال ۲۰۰۸ گرفته شده‌است.

ریک‌رول کردن یا ریک‌رول، یک میم اینترنتی است که شامل شوخی با ظاهر غیرمنتظره موزیک ویدیوی آهنگ «هرگز از تو دست نخواهم کشید» در سال ۱۹۸۷ است که توسط خواننده انگلیسی ریک استلی اجرا شده‌است. این ویدیو بیش از ۱ میلیارد بازدید در یوتیوب دارد. این میم نوعی ترفند است که معمولاً از یک لینک با موضوع دروغین استفاده می‌کند که به موزیک ویدیو منتهی می‌شود. وقتی قربانیان روی یک پیوند به ظاهر نامرتبط کلیک می‌کنند، سایت دارای موزیک ویدیو به جای آنچه انتظار می‌رفت بارگیری می‌شود و «ریک‌رول» شده‌اند. این میم همچنین به استفاده از متن آهنگ یا خواندن آن در زمینه‌های غیرمنتظره گسترش یافته‌است. خود آستلی نیز چندین بار ریکرول شده‌است.
این میم از یک ترفند مشابه به نام «داک رولینگ» که در وب سایت ۴چن در سال ۲۰۰۶ محبوب بود، رشد کرد. ترفند ویدیویی تا روز اول آوریل ۲۰۰۷ در ۴چن محبوبیت پیدا کرد و در اواخر همان سال به سایر سایت‌های اینترنتی گسترش یافت. این میم در سال ۲۰۰۸ از طریق چندین رویداد عمومی مورد توجه قرار گرفت، به ویژه زمانی که یوتیوب از آن در رویداد روز اول آوریل ۲۰۰۸ استفاده کرد.
استلی که تنها پس از ۱۰ سال وقفه به اجرا بازگشته بود، در ابتدا در مورد استفاده از محبوبیت جدید خود از میم برای پیشبرد حرفه خود مردد بود، اما با اجرای غافلگیرکننده این آهنگ، با ریک‌رول کردن رژه روز شکرگزاری میسی در سال ۲۰۰۸، شهرت را پذیرفت. از آن زمان به بعد، استلی با محبوبیت این میم، زندگی حرفه‌ای خود را احیا کرده‌است.